# Lądowisko Banacha
Lądowisko Banacha – lądowisko sanitarne w Warszawie, w dzielnicy Ochota, położone przy ul. Banacha 1a. Przeznaczone jest do wykonywania startów i lądowań śmigłowców sanitarnych i ratowniczych w dzień i w nocy, o dopuszczalnej masie startowej do 5700 kg. 
Zarządzającym lądowiskiem jest Centralny Szpital Kliniczny UCK WUM w Warszawie. W roku 2011 zostało wpisane do ewidencji lądowisk Urzędu Lotnictwa Cywilnego pod numerem 94
Koszt jego budowy wyniósł 1,175 mln zł.